# Bradya (Parabradya) dilatata
Bradya (Parabradya) dilatata is een eenoogkreeftjessoort uit de familie van de Ectinosomatidae. De wetenschappelijke naam van de soort werd in 1904 voor het eerst geldig gepubliceerd door Georg Ossian Sars.